# Royal Cape Yacht Club

Guidone del Royal Cape Yacht Club.

Il Royal Cape Yacht Club è uno degli yacht club più attivi e antichi del Sudafrica. Situato a Città del Capo, il Club ospita molti importanti eventi velici nazionali, tra cui la principale regata oceanica del Sudafrica, la Cape2Rio, rinomata a livello internazionale.
Fu fondato nel 1905 con il nome Table Bay Yacht Club, cambiato in Cape Yacht Club nel 1914, dopo la fusione con l'Alfred Rowing Club. Successivamente al patrocinio della corona britannica nel 1914 ottenne il titolo Royal.
La sede del club si trova nel porto di Città del Capo e ospita l'imbarcazione del Team Shosholoza dal 2002.

## Attività
Il Royal Cape Yacht Club ha organizzato diversi eventi e regate a livello internazionale. Oltre che occuparsi di vela e sailing, il club offre un ampio spazio al windsurf e alla canoa. La nuova organizzazione gestì i mondiali assoluti di windsurf in Sudafrica.

### America's Cup
Il Club ha gareggiato per la America's Cup  con il Team Shosholoza.  Il proprietario del Team è il capitano italiano Salvatore Sarno, originario di Nocera Inferiore, in provincia di Salerno e la barca è per più della metà guidata da italiani. Shosholoza è il primo team a rappresentare l'Africa: infatti la sua bandiera è quella della Repubblica Sudafricana. È la prima volta che un team africano prende parte alla America's Cup; i suoi risultati finora sono stati più che discreti se si pensa che esso è un team emergente.